# 대량살상무기 확산방지구상
대량살상무기 확산방지구상(大量殺傷武器 擴散防止構想, 영어: Weapons of Mass Destruction Proliferation Security Initiative)은 무기나 무기 관련 물자의 이동을 제한하는 정책이다. 핵무기, 화학무기, 생물학무기 등 대량살상무기와 관련 물자들이 확산되는 것을 막으려는 목적으로 도입되었다. 줄여서 확산방지구상(擴散防止構想, Proliferation Security Initiative)이라 부르기도 하며, 영어 머리글자를 따 PSI라고 부르기도 한다.

## 개요
PSI는 대량살상무기(WMD)가 확산되는 것을 막기 위해 미국 주도로 발족된 일종의 국제 협력체제를 말한다. 지난 2003년 5월 조지 부시 미국 대통령이 폴란드 크라쿠프(Kraków)연설을 통해 PSI를 발표했으며, 그해 9월에 파리에서 “PSI 차단원칙"에 관한 합의문을 11개국이 공동으로 발의하면서 본격적으로 활동이 시작됐다.
합의문은 4가지 원칙으로 구성돼 있으며, 마지막 4번째 원칙은 ‘a’에서 ‘f’까지 6가지의 세부사항이 붙어있다. 요약하자면 “PSI차단원칙”은 핵무기나 생화학무기 등 대량살상무기를 실은 것으로 의심되는 배나 비행기가 이동하는 것을 PSI참여국들이 공동으로 차단하자는 내용이다. 이를 위한 참여국의 의무는 다음과 같다.
- 참여국간에 정보가 공유되며,

- 관련해 훈련이나 실제 작전이 벌어질 때 물자나 군대지원 같은 협조를 해야 하고,

- PSI 체제와 일관되게 자국의 법을 손봐야 하며

- PSI와 관련된 국제법이 논의될 때 PSI가 강화되는 쪽으로 의견을 내야 한다.

### 분쟁의 요지
유엔 안보리 상임이사국 중 미국, 영국, 프랑스, 러시아는 PSI에 가입했다. 중국만이 반대하고 있다. 제안국인 미국의 주장은, 태평양이든 대서양이든 전 세계 어느 바다에서도 북한이나 이란 등 불량국가의 선박을 자유롭게 수색, 핵무기와 선박을 압수하고 선원들을 구속기소할 수 있게 한다는 것이다. 이에 대해 중국은 국제법상 공해자유의 원칙 위반이라고 반대한다.
- 찬성 :  미국  영국  프랑스  러시아 핵무기 확산을 막기 위해 불량국가의 선박은 모든 공해에서 수색, 압수할 수 있어야 한다. 기존의 국제법상 공해자유의 원칙을 개정해야 한다.
- 반대 :  중국 기존의 국제법상 공해자유의 원칙을 본질적으로 사문화 시킬 수 있어서 반대한다.

그러나, 중국의 국제법 위반이라는 주장이 설령 맞다고 하더라도, 국제법 위반의 판결권은 오직 유엔 안보리만이 갖고 있으며, 상임이사국 미국 영국 프랑스 러시아가 거부권을 행사할 것이기 때문에, 인도양에서 미국 일본 한국 구축함이 북한 선박을 모조리 수색하고 압수해도, 미국 일본 한국이 국제법 위반 판결을 받을 가능성은 사실상 없다. 다만, 북한이 반발하여 도발을 할 가능성이 높다.
2009년 5월 25일 북한 2차 핵실험 다음날인 5월 26일, 한국은 PSI 95번째 가입을 전격 선언했다. 따라서 38선 이남의 영해와 공해, 그리고 인도양 등 먼 바다를 항해하는 모든 북한 선박은 한국 해경이나 해군이 자유롭게 수색, 압수할 수 있는 국제법적 근거를 가지게 되었다. 물론 북한의 도발 위협 때문에 실제 수색은 이뤄지지 않고 있다.
해상 전면봉쇄의 의미인데, 해상이 봉쇄되면 비행기를 통한 수송과 육로 수송만이 남게 된다. 육로 수송은 국경선에 한국 경찰이 상주하고, 중국 러시아가 적극 협조하지 않는 한 차단이 불가능하나, 비행기 수송은 2009년 태국에서 압류된 사례가 있다. 일류신 Il-76 참조.

## 배경
PSI의 아이디어를 낸 사람은 조지 W. 부시 행정부에서 국무부 차관보와 UN대사를 지낸 존 볼턴(John R. Bolton)으로 알려졌는데, PSI는 현행 국제법 체제에서는 한계가 많은 해상에서의 정선, 검색, WMD관련 물질의 압수 같은 작전을 어떻게 하면 효과적으로 할 수 있을까 하는 고민에서 출발했다. 이는 또한 9.11 테러 이후 국가가 아니라 ‘집단’에 의해서 본토를 공격 당했던 미국의 근심에서 비롯된 것이기도 하다.
미국은 지난 2002년 12월 (PSI가 생기기 전) 북한화물선 서산호가 동아시아에서 중동지역으로 핵 관련 물질을 수송하고 있다는 첩보를 입수했다. 미국의 요청을 받은 스페인 함정은 서산호가 예멘 연안으로 접근할 무렵 국제수역(공해)에서 서산호를 세우고 검색을 실시했다. 이게 가능했던 건 당시 서산호가 국기를 게양하지 않고 있었는데, 국제법적으로 국적이 불분명한 배는 공해상에서 정선을 할 수 있도록 돼 있기 때문이다. 검색결과 서산호는 시멘트 포대 아래에 15개의 스커드 미사일과 탄두를 적재하고 있었다. 미국은 예멘정부가 이들 부품을 수입하기로 했다는 사실을 인정하는 한편, 다른 집단에 넘겨주려는 것이 아니라고 약속함에 따라 서산호를 풀어주도록 했다. 왜냐하면 국제법상 국가 간에 미사일을 수출입하는 것은 법적으로 문제가 되지 않기 때문이다.
이렇게 되자 ‘핵물질을 옮긴다’는 미국 측 첩보에 따라 배를 세웠던 스페인은 미국에 대해 불평하지 않을 수 없게 되었고, 미국은 뭔가 보완책을 강구해야 했다. 이에 따라 PSI가 만들어지게 된 것이다.

## 참여국
현재 PSI에는 70여개국이 참여하고 있는데, 그 성격에 따라 핵심그룹과 지지국 양자협정 서명국 등으로 구분해 볼 수 있다.

### 직접 참여
대량살상무기 확산방지에 대해 미국과 이해를 같이 하는 동맹국이나 긴밀한 우방국. 지난 2004년 5월 31일 러시아가 합류해 G8 모든 국가가 참여한 상태다. 최초 서명국은  오스트레일리아,  프랑스,  독일,  이탈리아,  일본,  네덜란드,  폴란드,  포르투갈,  스페인,  영국,  미국 등 11개국이다. 이후  캐나다,  덴마크,  노르웨이,  튀르키예,  러시아,  싱가포르 등 6개 나라가 추가로 참여했다. 다만 이 가운데, 덴마크와 터키는 PSI활동을 위한 핵심 그룹이 아닌 것으로 분류되고 있다. 공통점을 찾자면 직접참여국은 대부분 유럽 국가들이며, NATO 회원국이다. 아시아에서는 일본과 싱가포르가 참여하고 있으며, 중화민국의 경우 중화인민공화국과의 관계를 고려해 PSI 회의에 초청되지는 않았지만, PSI 지원 입장을 밝히는 등 실질적으로는 참여국으로 분류된다.

### 지지국
PSI원칙을 지지한다는 입장을 밝힌 나라로 현재 79개국에 이르는데 대표적으로  대한민국과  중화인민공화국,  인도 등을 꼽을 수 있다. 이들 국가는 대량살상무기 확산을 막아야 한다는 데 공감하지만, PSI가 추구하는 ‘차단원칙’에는 참여를 유보하거나 반대하고 있다.
그러나  대한민국은 2009년 5월 26일, 북한이 핵실험을 함에 따라 대량살상무기 확산방지구상(PSI)에 전면 참여하겠다고 공식 발표했다.

### 미국과 양자협정국
미국은 국제통상과 관련된 주요 선적국들, 예를 들어  마셜 제도(2003년 8월 13일),  라이베리아(2004년 2월 11일),  파나마(2004년 5월 12일),  크로아티아(2005년 6월 1일),  키프로스(2005년 4월 8일) 등과 양자협정을 맺었다. 이는 국제법상의 한계를 피해가면서 PSI를 좀 더 효율적으로 가동시키기 위한 노력의 일환이다.
어째서 PSI 체제를 강화하기 위해 이런 선적국 또는 ‘편의치적국’들과 양자협정이 필요한 것일까? 우선, ‘편의치적(Flag of Convenience System)’이란 개념을 간단히 짚고 넘어가야 한다.
초대형 수송선들을 많이 보유한 회사는 나라에 그만큼 세금도 많이 내야 한다. 또 법 문제 때문에 외국인 근로자를 고용하는 것이 까다로운 나라들이 있다. 그런데 ‘편의치적’제도를 도입한 나라들은 이러한 고민을 일정부분 해소해 준다. 예를 들어 회사는 A라는 국가에 속해 있는데, 그 회사의 배를 파나마 소속으로 등록시킨다고 할 때(편의치적), 이 배는 형식적으로 파나마 소속 배가 되고(선적국) 파나마는 이 배에 대해서 세금을 깎아주고, 자유롭게 외국인을 고용하는 등 편의를 봐준다.
이렇게 되면 편의치적국은 별로 하는 일 없이 돈을 벌어들일 수 있고, 상선을 보유한 회사는 세금을 덜 내서 이익이다. 그래서 많은 상선들이 이 ‘편의치적’제도를 이용해 배의 진짜 주인과는 관계없이 파나마 같은 나라의 국적으로 등록돼 있다. 전 세계 해운량의 60%에 달할 정도다.
따라서 수많은 배들이 국적을 빌리고 있는 이 ‘편의치적국’들과 PSI관련해 협조를 하겠다는 협정을 맺는다는 것은 PSI참여국들이 합법적으로 세워 검색할 수 있는 상선의 범위가 그만큼 더 넓어진다는 의미가 된다. 앞서 언급했지만 공해상에서 국적이 분명한 배를 멈춰 검색하는 것은 국제법에 어긋난 행동이기 때문이다.

## 한계
미국이 이처럼 편의치적국들과 양자협정을 맺는 일종의 ‘우회로’를 사용하는 데서 보듯 PSI는 국제법적으로 많은 문제가 있는 체제이다.
기본적으로 공해상에서는 해적행위 같은 국제법이 지정하는 특정한 범죄행위를 하지 않는 선박을 멈추거나 검색할 수 없다.
한 발 더 나아가 국제해양법은 어떤 나라의 영해라 하더라도, 조업이나 해양조사, 정보수집, 오염, 선전활동, 군사훈련, 항공기 이착함 등의 행동을 하지 않는 한 해를 입지 않고 배가 지나갈 수 있다고(무해통항) 돼 있다. 이런 국제법의 틀을 염두에 두고 PSI가 작동하는 구체적인 상황을 가정해 보면, PSI가 실제로 실행에 옮겨지기가 그리 쉽지 않다는 점을 충분히 인식할 수 있다.
2005년 9월 중화인민공화국은 그 적법성에 의문을 표하며, 불참을 선언했고, 인도는 PSI에 아직까지 사인하지 않고 있다.

## 결의-협약
이런 한계 때문에 PSI 참가국들이 서명한 원칙에는 ‘국제법을 PSI 체제를 강화하는 방향으로 바꿔보자’는 내용이 들어가 있다. 실제로 미국은 두 차례에 걸쳐 PSI원칙이 녹아들어간 안보리 결의안(안보리 결의안 1540, 1715)을 이끌어내는 데 성공했다. 이어, 지난 2005년 10월 일본과 함께 국제해사기구(international maritime organization)의 SUA(해상불법행위억제협약) 개정안을 이끌어냈다.

### 안보리 결의안 1540
안보리 결의 1540은 지난 2004년 4월 28일에 채택됐다. 결의안 1540은 2003년 9월 조지 부시 미국 대통령이 유엔총회 기조연설을 통해 대량살상무기(WMD) 확산방지를 위한 국제사회의 조치를 촉구하면서 추진됐는데, 앞서 본 대로 이는 미국이 PSI체제를 선포하고 PSI체제를 강화하려고 노력한 시기와 일치한다. 안보리 결의 1540 이전에는 핵확산금지조약(NPT), 화학무기금지협약(CWC), 생물무기금지협약(BWC) 등 핵무기와 생화학무기를 개별적으로 금지하는 조약과 통제체제는 있었지만 운반 수단과 관련 물질까지 포함해 대량살상무기를 포괄하는 통제체제는 없었다. 특히 유엔헌장 7조에 의한 강제 규정이기 때문에 위반국은 제재를 받을 수 있다. 다시 말해 ‘무해통항’을 강조한 국제법 체제와 별도로 WMD의 확산을 저지하는 안보리 결의안을 채택함으로써 PSI 체제에 국제법적인 정당성을 부여하려는 시도인 것이다.

### 안보리 결의안 1718
안보리 결의안 1718은 북한이 핵실험을 한 지난 2006년 10월 14일, 초안이 나온 지 1주일여 만에 신속하게 채택됐다. PSI를 설계했던 차관보 볼턴은 안보리 결의안 1718이 만들어지던 당시에는 UN대사로 활동했다. 그리고 역시 일본과 함께 ‘북한을 완전히 봉쇄하자’는 식의 내용이 담긴 초안을 제출했다. 안보리 결의안 1718은 회원국들이 북한과 관련해 이를테면 ‘PSI 정신을’ 따라 줄 것을 강조하고 있다. 다시 말해 대량살상무기와 관련해 대량살상무기 자체는 물론 그와 관련된 물질이나 장비, 자금 등의 이동을 차단하자는 내용이 담긴 것이다. 그래서 이 결의안이 채택된 뒤 존 볼턴 유엔주재 미국대사는 “어떤 면에선 대북 확산방지구상의 성문화”라고까지 주장했다. 반면에 당시 북한의 핵실험이라는 악재 때문에 스스로 화가 나기도 했고, 분위기상 거부권을 행사할 수도 없었던 중국은 ‘유보조항이 있다’면서 소극적인 입장을 표명했다.

### SUA협약
지난 2005년 만들어진 SUA협약(해상불법행위억제협약)은 개정안은 다음과 같은 것들이 담겨 있다.
- 선박을 이용한 대량살상무기(WMD)와 관련장비, 기술 등을 운반하는 것을 범죄로 규정하고,
- WMD 프로그램 관련 해상수송 저지를 위한 국제법적인 기반을 강화하며
- 의심선박에 대한 제 3국의 승선 검색을 위한 절차

미국은 지난 2006년 당시 유엔 안보리 대북 제재위원회에 안보리결의 1718호 이행방안 보고서를 제출하면서 이 의정서를 언급했는데, “PSI와 대량살상무기의 해상검색을 지원하는 새로운 국제법 도구”라고 규정했다. 실제로 SUA는 국가 간의 구체적인 법률상 의무로 이 의정서가 발효되면 WMD관련 혐의가 있는 선박에 대해선 영.공해에 관계없이 선박이 선적을 둔 기국(旗國)의 동의가 있을 경우, 제 3국이 승선해 수색할 수 있다. 또 승선허가 요청에 기국으로부터 4시간 동안 응답이 없을 경우 동의한 것으로 간주한다. 다만, 이 SUA의 경우에도 북한과 관련해서는 치명적인 한계가 있다. 검색을 하고 검색을 받는 행위 모두 협약국, 협약에 가입한 회원국에 해당되는 것인데, 북한은 가입을 하지 않은 상태이다. 당초 이 SUA 개정안은 12개 국가의 비준을 거쳐 2007년 후반기에 발효될 것으로 예상됐다. 그러나 2008년1월 기준으로, 국제해사기구(IMO) 홈페이지를 살펴보면, 이 SUA협약 개정안의 비준이 늦어지고 있음을 알 수 있다.

## 한국의 현황

### PSI를 둘러싼 2006년의 상황
한국이 PSI에 참여할 것이냐 말 것이냐, 참여한다면 어느 정도 참여할 것이냐 하는 문제는 크게 세 가지 요소 때문에 논란이 된다. 첫 번째는 한반도 주변에서의 군사적 충돌 개연성, 두 번째는 국제법적인 측면, 마지막으로는 한-미 동맹의 문제다.
2006년의 상황을 요약해 보자면, 한국은 2005년 미국으로부터 PSI에 참여하라는 압박을 받고 있었다. 북한을 의식하지 않을 수 없었던 한국은 2005년 12월 29일 PSI 8개 협력방안 가운데 5개 분야 협조방침을 결정해 놓고도 이를 쉬쉬 했으며 당시 열린우리당 최재천 의원이 이 같은 사실을 폭로하자 외교통상부는 2006년 2월24일 이 같은 사실을 밝혔다. 2005년 말 한국 정부가 결정한 PSI 참여 범위는 다음과 같다.
1. 한-미 군사훈련에 대량살상무기 차단훈련 포함
2. PSI활동 전반에 걸쳐 브리핑을 듣는다.
3. PSI 차단훈련 브리핑을 청취한다.
4. 역내 차단훈련 때 참관단을 파견한다.
5. 역외에서 차단훈련 때에도 참관단을 파견한다.

한국 정부는 PSI 훈련에 정식으로 참여하거나, 역내 차단훈련 때 물적인 지원을 하거나, 역외 차단훈련 때 물적인 지원을 하는 데 대해선 미국의 요청을 받아들이지 않았다.
북한이 2006년 7월 5일 단.중.장거리 미사일 6발을 발사한 뒤 유엔 안보리는 2006년 7월 16일 결의안 1695호를 채택했다. 이어 북한은 10월9일 지하 핵실험을 강행했고 일주일 만인 10월15일 안보리는 결의 1718을 만장일치로 채택했다. 이렇게 되면서 한반도 상황의 특수성을 거론하며 PSI참여 확대 요청을 받아들이지 않았던 한국 정부의 입장은 난감해 졌고 이때를 놓치지 않고 미국은 한-미 외무장관 회담(10월 19일)을 포함해 여러 경로를 통해 PSI참여 확대를 압박했다. 특히 미국은 이 과정에서 이른바 햇볕정책 혹은 대북포용정책의 상징적인 결과물인 금강산관광과 개성공단 사업을 문제삼고 나서기까지 했다. 당시 있었던 외교통상부 국정감사(10월 27일)는 그야말로 ‘PSI 국정감사’라고 해도 과언이 아닐 정도로 PSI 참여확대를 둘러싼 치열한 논쟁이 벌어졌다.
당시 이 PSI 참여 확대 문제와 관련해서 청와대와 통일부, 외교부간에 힘겨루기가 있었다.
| “ | 안보리 결의안 1718에서 요구하는 수준은 국내법과 남-북간에 맺어진 남북해운합의서만으로도 충분히 달성 가능한데, 굳이 미국이 주도하는 PSI에 참여를 확대해서 북한을 자극하고, 더 나아가 한반도 주변에서 군사적 충돌 상황을 유발할 이유가 있느냐? | ” |
|   | — 통일부나 청와대의 입장 |   |

| “ | 어차피 남북해운합의서에 따르면 미사일을 실은 배가 지나갈 때 정선,검색을 하고 영해 밖으로 내쫓아야(퇴거) 하는데, 그럼 그런 상황은 한반도 주변의 군사적 충돌 상황이 아닌 거냐? 혹시, 남북해운합의서마저 제대로 지킬 의지가 없는 것 아니냐? 그게 아니라면 실제 행동에 있어선 별반 다를 바 없는 PSI 정식 참여는 왜 못하겠다고 주장하는거냐? | ” |
|   | — 외교부의 입장 |   |

북한이 안보리 결의 1718에 반발하고 2차 핵실험 얘기까지 흘러나오는가 하면, 10월20일엔 미국의 CBS가 WMD를 실은 것으로 의심되는 북한 선박을 추적하고 있다고 보도하면서 한 때 한반도 주변에는 극도의 긴장감이 조성되기도 했다.
그러나 24일 중국외교부가 김정일 북한 국방위원장이 탕자쉬안을 만난 자리에서 ‘6자회담 복귀 의사를 표명했다’고 밝히고, 31일에는 북한과 미국, 중국이 교착상태에 빠져있던 6자회담을 조기에 재개하기로 합의하면서 PSI를 둘러싼 논란은 자연스럽게 진화됐다. 그리고 외교통상부는 11월 13일 모호한 외교적 화술로 PSI정식참여는 하지 않겠다는 입장을 내놨다. 그리고 당시 발표문은 2008년 초 상황에서도 외교부 대변인의 언급을 통해 재인용됐다.
| “ | 확산방지구상(PSI)의 목적과 원칙을 지지하며, 우리의 판단에 따라 참여 범위를 조절해 나갈 것이다. | ” |

### 남북해운합의서와 PSI
남북해운합의서는 비교적 최근인 지난 2005년 8월 10일 채택됐으며, 남북한이 항구를 개방하고 특히 남한은 제주해협을 북한 상선에게 개방하며 이에 따른 여러 가지 지켜야 할 규정들을 묶어놓은 합의서다. 이 합의서가 PSI 문제와 관련해 거론되는 이유는 상대방 영해에서 군사활동, 잠수항행, 정보수집, 무기수송, 어로 등을 금지하고 있으며 이를 어겼을 때는 정선 및 검색을 하고 영해 밖으로 쫓아낼 수 있도록 규정하고 있기 때문이다.
앞서, PSI 참여 확대와 관련해서 2006년 당시 청와대와 통일부와 외교통상부 간의 힘겨루기가 있었다고 언급한 바 있는데, 당시 익명을 요구한 외교부 관계자가 설명한 남북해운합의서와 PSI의 차이는 다음과 같다.
정보 수준의 문제| “ | 일단 PSI는 참가국이 많고, 참가국간에 정보교환이 이뤄진다. 반면에 남북해운합의서는 어디까지나 자체 정보를 기반으로 움직여야 한다. 그런데 정보가 정확해야 그걸 바탕으로 해서 정선 검색을 할 수 있는 것이지 ( 자체 정보만 가지고 한다면, 의심이 돼도 자신있게 정선, 검색을 하지 못하고 ) 그냥 보낼 수밖에 없는 것 아니냐. | ” |
퇴거에 그치느냐 압류까지 하느냐| “ | 남북해운합의서 부속합의서 6항 “다”에는 무기나 무기부품의 수송을 하지 못하게 돼 있고, “8항에 해당 선박에 대한 정지, 승선.검색”, 9항에 “관할해역 밖으로 나가도록 할 수 있다.”고 명시돼 있다. 반면 PSI는 정선, 검색 뿐만 아니라 압류까지 할 수 있게 돼있다. | ” |
적용 범위 문제| “ | 해운합의서의 경우, 제목이 그러하듯 영향력은 영해에만 미친다. 그러나 PSI는 영해는 물론 영공, 공항, 항만 등 모든 영역에 걸쳐 영향력이 미친다. 또 해운합의서의 경우, 당연히 우리 영해에 대해서만 영향을 미친다. 물론, PSI도 전반적으로 얘기하자면, 국제해양법 정신에 따라서 공해상에서 국적기를 정선,검색할 수 없는 건 마찬가지다. 그러나 공해상에서도 PSI 참가국 국적선일 경우 동의하에 할 수 있고, 참가국 아니더라도 승선협정 체결된 국가일 경우 할 수 있으며, SUA수정안이 효력을 발생하게 될 때는 그 범위는 더 넓어질 수 있다. | ” |
참고로 국제법상 공해상에서 승선검색 가능한 예외는 무국적선박, 해적행위, 노예매매, 국기를 허위로 게양한 경우, 불법 라디오 방송을 하는 배 등이다.
2009년 5월 25일 북한의 핵무기 실험 이후, 다음 날인 26일 문태영 외교통상부 대변인을 통해 대한민국 정부는 "대량파괴무기와 미사일 확산이 세계평화와 안보에 미치는 심각한 위협에 대처하기 위해 PSI 원칙을 승인하기로 했다”고 발표했다.

## 같이 보기
- 대량살상무기

### 관련 기사
- 미국에 찍히면 수출도 못한다 - 한겨레21 제543호